# Граф де Кастрохерис

Герб муниципалитета Кастрохерис, провинция Бургос, автономное сообщество Кастилия и Леон

Граф де Кастрохери́с — испанский дворянский титул. Впервые графский титул был создан 11 апреля 1426 года королем Кастилии Хуаном II для Диего Гомеса де Сандоваля и Рохаса (1385—1454), маршала и аделантадо Кастилии. В сентябре 1436 года Диего Гомес де Сандоваль и Рохас был лишен нового титула и владений.
22 апреля 1476 года графский титул был вторично создан католическими королями Фердинандом Арагонским и Изабеллой Кастильской для Руя Диаса де Мендосы и Арельяно (? — 1479).
Название графского титула происходит от названия муниципалитета Кастрохерис, провинция Бургос, автономное сообщество Кастилия и Леон.

## История
11 апреля 1426 года король Кастилии Хуан II пожаловал Диего Гомесу де Сандовалю и Рохасу титул графа де Кастрохериса, а также юрисдикцию над тринадцатью городами (Сальданья, Осорно, Портильо и др.). Диего Гомес де Сандоваль и Рохас получил в 1412 году от короля Арагона Фердинанда I Справедливого виллу Лерма (Бургос), а в 1418 году приобрел у Рамиро Нуньесу де Гусмана виллу Сеа (Леон), эта приобретение было подтверждено королем в следующем году. Благодаря браку с Беатрис де Авельянеда Диего Гомес де Сандоваль и Рохас также получил виллу Гумьель-де-Меркадо. При поддержке инфанта Хуана, короля Наварры, Диего получил от короля Арагона Альфонсо V три виллы в Королевстве Валенсии: Дения, Айора и Хавеа.
В сентябре 1436 года после заключения мира между королем Кастилии и королем Наварры Хуаном Диего Гомес де Сандоваль и Рохас лишился части своих владений, но удержал за собой поместья в Валенсии. Он безуспешно боролся за восстановление своих владений, а его сын и преемник, Фернандо де Сандоваль и Рохас, в 1455 году получил только Лерму. Во время гражданской войны в Кастилии при короле Энрике IV Фернандо де Сандоваль и Рохас поддерживал будущих католических монархов Фердинанда и Изабеллу, которые обязались вернуть ему отобранные отцовские виллы. Но 22 апреля 1476 года католические монархи Фердинанд Арагонский и Изабелла Кастильская пожаловали титул графа де Кастрохериса Рую Диасу де Мендосе, сеньору де Кастрохерис, майордому королей Хуана II и Энрике IV, алькальду в замке Алькасар в Сеговии. Руй Диас де Мендоса и Арельяно скончался в 1479 году, ему наследовал его сын Альваро де Мендоса.

## Графы де Кастрохерис
|                                                        | Титул | Период                                                 |
| Креация создана королем Кастилии Хуаном II в 1426 году | Креация создана королем Кастилии Хуаном II в 1426 году | Креация создана королем Кастилии Хуаном II в 1426 году |
| ------------------------------------------------------ | --- | ------------------------------------------------------ |
| I                                                      | Диего Гомес де Сандоваль и Рохас (1385—1454), сын Фернана Гутьерреса де Сандоваля (? — 1385) и Инес де Рохас | 1426—1436                                              |
| Креация создана Католическими королями в 1476 году     | |                                                        |
|                                                        | |                                                        |
| I                                                      | Руй Диас де Мендоса и Арельяно (? — 1479), сын Хуана Уртадо де Мендосы и Кастилья (ок. 1370—1426), 2-го сеньора де Морон, Гормас и Мендивиль, и Леонор де Арельяно | 1476 — 1479                                            |
| II                                                     | Альваро де Мендоса и Гусман, сын предыдущего и Беатрис де Гусман | ? — ?                                                  |
| III                                                    | Родриго де Мендоса и де ла Серда, сын предыдущего и Хуаны де ла Серды | ? — ?                                                  |
| IV                                                     | Альваро Гомес де Мендоса и Сармьенто, сын предыдущего и Анны Манрике де Лара | ? — ?                                                  |
| V                                                      | Антонио Гомес де Мендоса и Манрике, сын предыдущего и Магдалены де Сандоваль и Рохас | ? — ?                                                  |
| VI                                                     | Гомес Манрике де Мендоса, сын предыдущего и Исабель де Веласко | ? — ?                                                  |
| VII                                                    | Исабель Манрике де Мендоса, дочь предыдущего и Марии Энрикес де Риберы | ? — 1640                                               |
| VIII                                                   | Мануэль де лос Кобос и Луна (1606—1668), 4-й маркиз де Камараса, 10-й граф де Рибадавия, 4-й граф де Рикла, сын Диего Сармьенто де Мендосы, 9-го графа де Рибадавия, и Исабель де Манрике, 7-й графини де Кастрохерис | 1640 — 1668                                            |
| IX                                                     | Бальтасар Гомес де лос Кобос и Луна (? — 1715), 5-й маркиз де Камараса, 5-й граф де Рикла, сын Мануэля де лос Кобос и Луны, 4-го маркиза де Камараса (? — 1668), и Исабель Портокарреро и Луны (ок. 1627—1694) | 1668 — 1715                                            |
| X                                                      | Мигель Бальтасар де лос Кобос (1698—1733), 6-й макриз де Камараса, 6-й граф де Рикла, старший сын предыдущего и Исабель де Веласко | 1715 — 1733                                            |
| XI                                                     | Мария Микаэла Гомес де лос Кобос (1701—1762, 7-я маркиза де Камараса, 7-я графиня де Рикла, дочь предыдущего и Хулианы Паулины де Палафокс и Сентурион | 1733 — 1747                                            |
| XII                                                    | Леонор Гомес де лос Кобос (? — 1762), 8-я маркиза де Камараса, дочь Бальтасара Гомеса де лос Кобоса и Луны, 9-го графа де Кастрохериса, и Исабель де Веласко, тетка предыдущей | 1747-1762                                              |
| XIII                                                   | Исабель Роза де лос Кобос и Луна (? — 1777), 9-я маркиза де Камараса, младшая сестра предыдущей | 1762-1773                                              |
| XIV                                                    | Бальтасара де лос Кобос и Луна (? — 1791), 10-я маркиза де Камараса, младшая сестра предыдущей | 1773-1791                                              |
| XV                                                     | Доминго Гайосо де лос Кобос (1735—1804), 11-й маркиз де Камараса, сын Фернандо Гайосо Ариаса Осореса, 7-го графа де Амаранте (? — 1752), и Марии Хосефы де лос Кобос Боланьо де Рибаденейра, 3-й маркизы де Пуэбла-де-Парга (1696—1767) | 1791-1803                                              |
| XVI                                                    | Хоакин Мария Гайосо де лос Кобос и Бермудес де Кастро (1778—1849), 12-й маркиз де Камараса, сын предыдущего и Анны Хосефы Бермудес де Кастро и Табоада | 1803-1849                                              |
| XVII                                                   | Франсиско де Борха Гайосо Тельес-Хирон де лос Кобос Луна и Мендоса (1805—1860), 13-й маркиз де Камараса, старший сын предыдущего и Хосефы Мануэлы Тельес-Хирон и Альфонсо Пиментель, маркизы де Маргуини (1783—1817) | 1849-1860                                              |
| XVIII                                                  | Хакобо Гайосо де лос Кобос и Тельес-Хирон (1816—1871), 14-й маркиз де Камараса, младший брат предыдущего | 1860-1871                                              |
| XIX                                                    | Франсиска де Борха Гайосо де лос Кобос и Севилья (1854—1926), 15-я маркиза де Камараса, старшая дочь предыдущего и Анны Марии де Севилья и Вильянуэва (? — 1861) | 1871-1926                                              |
| XX                                                     | Игнасио Фернандес де Энестроса и Гайосо де лос Кобос (1880—1948), 16-й маркиз де Камараса, единственный сын Игнасио Фернандесе де Энестроса и Ортис де Мионьо, 8-го графа де Мориана-дель-Рио (1851—1934), и Франсиски де Борха Гайосо де лос Кобос и Севилья, 19-й графини де Кастрохерис | 1926-1948                                              |
| XXI                                                    | Виктория Евгения Фернандес де Кордова и Фернандес де Энестроса (1917—2013), 18-я герцогиня де Мединасели. Старшая дочь Луиса Хесуса Фернандеса де Кордобы и Салаберта (1879—1956), 17-го герцога де Мединасели (1880—1956), от первого брака с Анной Марией Фернандес де Энестроса и Гайосо де лос Кобос (1879—1939), дочерью Игнасио Фернандеса де Энестроса и Сантистебан, 8-го графа де Мориана-дель-Рио | 1956-2013                                              |
| XXII                                                   | Виктория Евгения де Гогенлоэ-Лангенбург и Шмидт-Полекс (род. 1997), 20-я герцогиня де Мединасели. Единственная дочь принца Марко Гогенлоэ-Лангенбурга, 19-го герцога де Мединасели (1962—2016), и Сандры Шмидт-Полекс (род. 1968), внучка принца Макса фон Гогенлоэ-Лангенбурга (1931—1994), и Анны Луизы де Медина и Фернандес де Кордовы, 13-й маркизы де Наваэрмоса и 9-й графини де Офалия (1940—2012), единственной дочери Виктории Евгении Фернандес де Кордовы, 18-й герцогини де Мединасели (1917—2013). | 2018 — настоящее время                                 |